# زبان‌های ایرانی شمال غربی
زبان‌های ایرانی شمال غربی زیرگروه شمالی زبان‌های ایرانی غربی هستند. کردی، تالشی، بلوچی، تاتی، گیلکی و مازندرانی از شناخته‌شده‌ترین زبان‌های این خانواده هستند.
در زبان‌های ایرانی غربی، آن دسته از زبان‌ها و گویش‌هایی که در تمام تحولات آوایی اصلی (مثل تبدیل ج ایرانی باستان به ز یا تبدیل ز ایرانی باستان به د) مانند فارسی‌ هستند را جزء گروه جنوب‌غربی می‌شمرند و بقیه را جزء گروه شمال‌غربی قرار می‌دهند. این تقسیم‌بندی متقارن نیست و مطابق این تعریف، میزان تنوع آوایی در زیرشاخهٔ شمال‌غربی بیشتر است؛ چون آن‌ها به یک اندازه دچار تغییر و تحول نشده‌اند و در برخی این تفاوت با فارسی بیشتر است و در برخی دیگر کمتر. مثلاً تفاوت‌های آوایی کردی کرمانجی با فارسی زیادتر است و در کردی گورانی یا در گویش‌های قدیمی نطنز و نایین این تفاوت‌ها کمتر است. گاه برخی از تحولات آوایی زیرشاخهٔ جنوب‌غربی نیز در برخی از گویش‌های شمال‌غربی دیده می‌شود، اما با این حال، آن را از زیرشاخهٔ شمال‌غربی می‌شمرند، چون همهٔ آن تحولات آوایی را در خود نشان نمی‌دهد. برخی نیز زبان اچمی را از شاخه های شمال غربی دانسته اند تا جنوب غربی به دلیل اینکه این زبان شباهت های بیشتری با زبان های شمال غربی به خصوص زبان لکی و زبان کردی دارد تا فارسی و لری.
زبان مازندرانی تنها زبان زنده از این گروه زبان‌های ایرانی است که آثاری با قدمت هفت هزار ساله دارد.
و  زبان بلوچی تنها زبان دست نخورده از زمان اشکانیان باقی مانده و مردمان بلوچ بدان سخن می گویند.

## زبان‌های ایرانی شمال غربی
- گروه شمال‌غربی باستان:
  - مادی†
- گروه شمال‌غربی میانه:
  - پارتی†
- گروه شمال‌غربی:
  - بخش کاسپین:
    - گرگانی†
    - دیلمی†
    - مازندرانی
    - گیلکی
    - تالشی
    - کومشی:[۴] سمنانی، سنگسری، لاسگردی-سرخه‌ای
    - تاتی: هرزندی، کرنگانی، خوئینی، طارمی بالا، رودباری، تاتی جنوبی، اشتهاردی، قزوینی، الموتی، آذری باستان†،خلخالی
      - تالشی: گذرخانی، کجلی، خورش‌رستمی، مراغی، رزجردی، شاهرودی

  - بخش شمال غربی و غربی:
    - کردی
      - کرمانجی
      - سورانی
      - کردی جنوبی
      - لکی

    - زازا گورانی
      - زازاکی (گویش: کرمانجکی، دیملی)
      - گورانی (گویش: هورامی، باجلان)
      - گویش شبکی

  - بخش جنوب شرقی:
    -  بلوچی
      - گویش کرشی

    - کویری (خوری)

  - بخش مرکزی/فلات مرکزی (کرمانی):[۵]
    - تفرشی (گذار): آشتیانی (آمورایی، کهکی), وفسی، الویری-ویدری (الویری، ویدری)، یهودی-همدانی
    - مرکزی شمال غربی: خوانساری، محلاتی، وانیشانی، یهودی-گلپایگانی
    - مرکزی جنوب غربی: گازی، سده‌ای، اردستانی، نهوجی، سجزی، جرقویه‌ای، رودشتی، کفرودی، کافرونی، یهودی-اصفهانی
    - مرکزی شمال شرقی: آرانی، بیدگلی، دلیجانی، نشلجی، بیذوی، قهرودی، بادرودی، کمویی، جوشقانی، میمه‌ای، ابیانه‌ای، سوی، بادی، نطنزی، کاشایی، تاری، طارقی، یهودی-کاشانی
    - مرکزی جنوب شرقی: دری زرتشتی†، نائینی، زفرایی، ورزنه‌ای، تودشکی، کیجانی، آبچویه‌ای